# Durazzano
Durazzano – miejscowość i gmina we Włoszech, w regionie Kampania, w prowincji Benewent.
Według danych na I 2009 gminę zamieszkiwało 2270 osób przy gęstości zaludnienia 163,3 os./km².